# Beauford H. Jester
Beauford Halbert Jester (12 de janeiro de 1893 — 11 de julho de 1949) foi o 36º governador do estado americano de Texas, de 1947 a 1949, quando morreu de ataque cardíaco.